# Liste d'élections en 1880
Chronologie des élections
- 1876
- 1877
- 1878
- 1879
- 1880
- 1881
- 1882
- 1883
- 1884

Cet article recense les élections organisées durant l'année 1880.

## Élections nationales en 1880
| Date                  | État        | Élection ou référendum                    | Contexte | Résultat |
| --------------------- | ----------- | ----------------------------------------- | --- | --- |
| 1er février - 20 juin | Argentine   | Législatives (es)                         | | Cette section est vide, insuffisamment détaillée ou incomplète. Votre aide est la bienvenue ! Comment faire ?                                                                      |
| 15 mars               | Uruguay     | Présidentielle (es)                       | | Cette section est vide, insuffisamment détaillée ou incomplète. Votre aide est la bienvenue ! Comment faire ?                                                                      |
| 31 mars - 27 avril    | Royaume-Uni | Générales                                 | Les troubles en Afrique du Sud et en Inde, associés à la crise économique, agricole (amplification de l’exode rural) et sociale (montée du chômage), provoquent la chute du gouvernement conservateur de Benjamin Disraeli. | Le succès des libéraux aux élections amène William E. Gladstone au pouvoir. |
| 8 avril               | Colombie    | Présidentielle                            | Le président Julián Trujillo Largacha, libéral, ne se présente pas.2 candidats : Rafael Núñez, conservateur et Tomás Rengifo (es), libéral                                                                                  | Le général Núñez inaugure l'hégémonie conservatrice en Colombie (fin en 1930.) Il va mener une politique centralisatrice en réprimant tous les mouvements fédéralistes colombiens. |
| 11 avril              | Argentine   | Présidentielle (en)                       | | Cette section est vide, insuffisamment détaillée ou incomplète. Votre aide est la bienvenue ! Comment faire ?                                                                      |
| 1880                  | Argentine   | Sénatoriales (es)                         | | Cette section est vide, insuffisamment détaillée ou incomplète. Votre aide est la bienvenue ! Comment faire ?                                                                      |
| 16 - 23 mai           | Italie      | Législatives                              | | Cette section est vide, insuffisamment détaillée ou incomplète. Votre aide est la bienvenue ! Comment faire ?                                                                      |
| 1er juin - 2 novembre | États-Unis  | Législatives (chambre (en) et sénat (en)) | | Cette section est vide, insuffisamment détaillée ou incomplète. Votre aide est la bienvenue ! Comment faire ?                                                                      |
| 8 juin                | Belgique    | Législatives (nl)                         | | Cette section est vide, insuffisamment détaillée ou incomplète. Votre aide est la bienvenue ! Comment faire ?                                                                      |
| 27 juin - 12 juillet  | Mexique     | Présidentielle (es)                       | | Cette section est vide, insuffisamment détaillée ou incomplète. Votre aide est la bienvenue ! Comment faire ?                                                                      |
| 14 juillet            | Pays-Bas    | 1re Chambre (nl)                          | | Cette section est vide, insuffisamment détaillée ou incomplète. Votre aide est la bienvenue ! Comment faire ?                                                                      |
| 31 octobre            | Suisse      | Référendum (en)                           | | Cette section est vide, insuffisamment détaillée ou incomplète. Votre aide est la bienvenue ! Comment faire ?                                                                      |
| Novembre              | Guatemala   | Présidentielle (en)                       | | Cette section est vide, insuffisamment détaillée ou incomplète. Votre aide est la bienvenue ! Comment faire ?                                                                      |
| 2 novembre            | États-Unis  | Présidentielle                            | | Victoire de James Abram Garfield. |
| 12 décembre           | Serbie      | Législatives (en)                         | | Cette section est vide, insuffisamment détaillée ou incomplète. Votre aide est la bienvenue ! Comment faire ?                                                                      |

## Élections en subdivisions nationales en 1880
Cette section concerne les élections législatives dans un État fédéré, une subdivision territoriale ou une colonie d'un État souverain, ainsi que leurs principaux référendums.
| Date               | Subdivision | État               | Élection ou référendum | Contexte                                                                                  | Résultat |
| ------------------ | ----------- | ------------------ | ---------------------- | ----------------------------------------------------------------------------------------- | --- |
| Janvier - février  | Bulgarie    | Empire ottoman     | Législatives (en)      | Le prince Alexandre Ier, refusant de nommer un gouvernement libéral, dissout la Sabranie. | Les électeurs confirment une majorité libérale, désavouant ainsi le prince.                                   |
| Mars               | Suriname    | Pays-Bas           | Législatives (en)      |                                                                                           | Cette section est vide, insuffisamment détaillée ou incomplète. Votre aide est la bienvenue ! Comment faire ? |
| Septembre          | Islande     | Danemark           | Législatives (en)      |                                                                                           | Cette section est vide, insuffisamment détaillée ou incomplète. Votre aide est la bienvenue ! Comment faire ? |
| 13 - 16 octobre    | Malte       | Empire britannique | Générales (en)         |                                                                                           | Cette section est vide, insuffisamment détaillée ou incomplète. Votre aide est la bienvenue ! Comment faire ? |
| Octobre - novembre | Lippe       | Empire allemand    | Législatives (de)      |                                                                                           | Cette section est vide, insuffisamment détaillée ou incomplète. Votre aide est la bienvenue ! Comment faire ? |